# 冰溪街道
冰溪镇，是中华人民共和国江西省上饶市玉山县下辖的一个乡镇级行政单位。

## 行政区划
冰溪镇下辖以下地区：
火车站社区、三里街社区、横路街社区、砻坊街社区、燕子窝社区、东门社区、许家社区、七里街社区、十字街社区、舒家棚社区、金交社区、莲塘社区、后垄村、小徐村、许家村、东门村、县后山村、殿口村、文成村和下徐村。

## 交通
- 沪昆铁路：玉山站